# Abbaye Notre-Dame de Donezan
Pour les articles homonymes, voir Abbaye Notre-Dame.
L'abbaye Notre-Dame de Donezan est une abbaye bénédictine de la congrégation de Solesmes située dans le Donezan, à 1 350 m d’altitude, sur les communes de Carcanières et de Quérigut, dans le département de l’Ariège.

## Historique
En 2005, la communauté de l’abbaye Notre-Dame de Gaussan, qui recherche un lieu retiré, découvre le site et acquiert des parcelles sur le plateau de Mourouscles et ses alentours.
Dès 2006, les moines bénédictins de Gaussan se relaient, quelques jours de suite et par petits groupes, pour camper sur place, afin de défricher le plateau et construire deux bâtiments agricoles en bois. Une étable et une fromagerie sont installées dans un premier bâtiment. Malgré le froid et la neige de l’hiver, quatre moines restent en permanence sur les lieux et dorment sous des tentes et en caravane. Quand les températures sont basses, ils se réchauffent soit autour d’un feu, soit en s’activant vivement aux constructions. Dans un premier temps, ils vont chercher de l’eau à une source située à quelques kilomètres ; plus tard, un forage sera percé sur place.
En 2007, les premières vaches de race tarentaise arrivent dans le premier bâtiment et la production de fromage commence aussitôt. Un second bâtiment agricole voit également le jour. Ce second bâtiment est préparé pour accueillir le reste de la communauté, car il servira de monastère provisoire en attendant la construction d’une abbaye proprement dite.
Enfin, pour la fête de Pâques de 2008, toute la communauté se transfère dans le Donezan et laisse seulement une petite permanence à Gaussan.
En 2012, une chapelle en bois est construite à l’entrée du monastère pour les familles et les scouts.
En 2015, la fromagerie provisoire est en travaux afin de l'agrandir, de faciliter le travail et d'assurer une meilleure qualité de fabrication et affinage des fromages.
La communauté compte en 2017 une vingtaine de moines.

## Construction de l'abbaye
Dès l’année 2007, la construction de l'abbaye commence par le terrassement et des fondations.
Après quelques années d'interruption, les travaux reprennent en 2014 avec la réalisation des fondations de l'église. Les années 2016 à 2018 voient l'achèvement de la maçonnerie. En 2019-2020, la voûte en bois et la charpente sont posées.
Les bâtiments de l'abbaye sont en cours de construction en juillet 2017.

## Productions de l'abbaye
- Élevage de vaches laitière de race tarentaise, dont une vache a reçu une médaille d'argent au sommet de l'élevage.
- Fromagerie : tomme des Pyrénées qui a reçu plusieurs prix lors de concours régionaux, et le Donezan, fromage à pâte  pressée, a reçu une médaille d'or au concours international de Lyon[7]
- Potager
- Verger
- Confitures
- Miel
- Pains d'épices

## Liturgie
L'abbaye Notre-Dame de Donezan bénéficie de l'application du motu proprio Summorum Pontificum, elle dépend à ce titre de la commission Ecclesia Dei.
Elle utilise donc pour la liturgie la forme extraordinaire du rite romain de l’Église catholique dit rite tridentin ou de Saint Pie V, ainsi la Messe et les offices sont célébrés en latin et chantés en grégorien.